# Costantino Patrizi Naro
Costantino Patrizi Naro, född 4 september 1798 i Siena, död 17 december 1876 i Rom, var en italiensk kardinal och ärkebiskop. Han var ärkepräst av Santa Maria Maggiore från 1845 till 1867 och ärkepräst av San Giovanni in Laterano från 1867 till 1876.

## Biografi
Costantino Patrizi Naro studerade vid Collegio dei Protonotari i Rom, där han blev iuris utriusque doktor. Han prästvigdes 1819 och tjänade under en tid som advokat vid kurian.
I december 1828 utnämndes Patrizi Naro till titulärärkebiskop av Filippi och biskopsvigdes samma månad av kardinal Carlo Odescalchi i kyrkan Santa Caterina da Siena. 
År 1834 utsåg påve Gregorius XVI in pectore Patrizi Naro till kardinalpräst med San Silvestro in Capite som titelkyrka. Han deltog i konklaven 1846, vilken valde Pius IX till ny påve. Patrizi Naro avslutade sitt kardinalskap som kardinalbiskop av Ostria e Velletri.